# Hineuki
Hineuki – također poznata kao Hinakeʻuki ili jednostavno kao Hina – bila je havajska plemkinja i poglavarica Velikog otoka, nazvana po božici Hini, koja je bila jedna od najvažnijih božanstava u religiji starih Havajaca.

## Život
Hineuki — nazvana po Hini — bila je kći Aliʻiponija i njegove supruge, gospe Hinamaileliʻi (Hinamaiheliʻi), koja je bila kći Koa i njegove sestre, gospe Hinaʻauamai — to su bila djeca poglavice Pilikaaieje (često jednostavno zvan Pili) i njegove sestre, gospe imena Hina-au-kekele. Pilija je naslijedio vrhovni poglavica Kukohou, koji mu je bio potomak; Hineuki je bila Kukohouova polusestra po majci. Kukohou i Hineuki su se vjenčali, prema havajskim običajima te je njihov brak smatran svetim. Njihov je sin bio vrhovni poglavica Kaniuhu, nasljednik svoga oca, a preko kojeg je Hineuki bila baka poglavice Kanipahua, pretka kralja Kamehamehe I., koji je bio prvi vladar Kraljevine Havaji.
Drugi muž Hineuki zvao se Pokai; njegovi su roditelji nepoznati. Njihovo je dijete bila vrhovna poglavarica Alaʻikauakoko, gospa Oahua i Velikog otoka — majka Kalapane, vladara Velikog otoka te Kapaealakone, vladara Oʻahua. Hineuki je umrla na Havajima te je tamo pokopana.